# موشیم (تنسی)
موشیم(به انگلیسی: Mosheim) شهری در ایالت تنسی کشور ایالات متحده آمریکا است که جمعیت آن در سرشماری سال ۲۰۱۰ میلادی، ۲٬۳۶۲ نفر بوده‌است.